# Capparis grandiflora
Capparis grandiflora là một loài thực vật có hoa trong họ Capparaceae. Loài này được Wall. ex Hook.f. & Thomson mô tả khoa học đầu tiên năm 1872.